# Simon Studion

Simon Studion im Alter von 50 Jahren, 1593

Simon Studion (* 6. März 1543 in Urach; † zwischen 1608 und 1610 in Maulbronn) war ein württembergischer Dichter, Landeshistoriker, Landesarchäologe und Verfasser religionspolitischer Schriften. Er gilt als „Vater der württembergischen Altertumskunde“ und lieferte den Grundstock für das Römische Lapidarium des Württembergischen Landesmuseums. Seine Schriften sind in lateinischer Sprache verfasst und wurden nicht gedruckt und nicht übersetzt.
Seine Dichtungen sind vergessen, und seine archäologischen und landeshistorischen Arbeiten sind nur noch von kulturhistorischem Wert. Sein Haupt- und Lebenswerk, die rund 2000 Seiten starke, apokalyptische Naometria ist ein Werk voll mystischer Berechnungen und kühner Prophezeiungen, das sich auf die Auslegung von Bibelzitaten stützt. Auch die Naometria blieb ohne größere Nachwirkung, wenn man von dem Einfluss absieht, den sie auf den Geheimbund der Rosenkreuzer hatte.

## Leben

### Frühe Jahre
Simon Studion wurde am 6. März 1543 in Urach als erster von vier Söhnen geboren. Sein Vater war der Koch Jakob Studion, der nach seiner Einwanderung aus Hessen wohl am Hof in Urach angestellt war. Simon Studion wuchs in Urach auf und besuchte dort wahrscheinlich die Lateinschule und anschließend die Klosterschule Herrenalb. In Simons Geburtsjahr erhielt sein Vater in Stuttgart eine Anstellung als Koch am herzoglichen Hof. Die Familie zog später ebenfalls nach Stuttgart.

### Studium
Von 1561 bis 1565 studierte Simon Studion als Stipendiat des Tübinger Stifts Theologie an der Universität Tübingen. Er erwarb 1562 das Bakkalaureat und schloss sein Studium 1565 unter dem Altphilologen und Historiker Martin Crusius mit der Magisterwürde ab. Den Schwerpunkt seiner Studien legte er auf die mystische Arithmetik, wahrscheinlich unter dem Einfluss des Professors der Ethik Samuel Heyland. „Dieser war nicht nur ein vorzüglicher Mathematiker, sondern genoß auch einen großen Ruf als Astronom und noch mehr als Astrolog.“

### Beruf
Der angestrebte Pfarrerberuf blieb Simon Studion wegen einer Sprachbehinderung verwehrt. Von 1565 bis 1572 arbeitete er bei mäßiger Besoldung als Kollaborator (Hilfslehrer) am Pädagogium in Stuttgart.

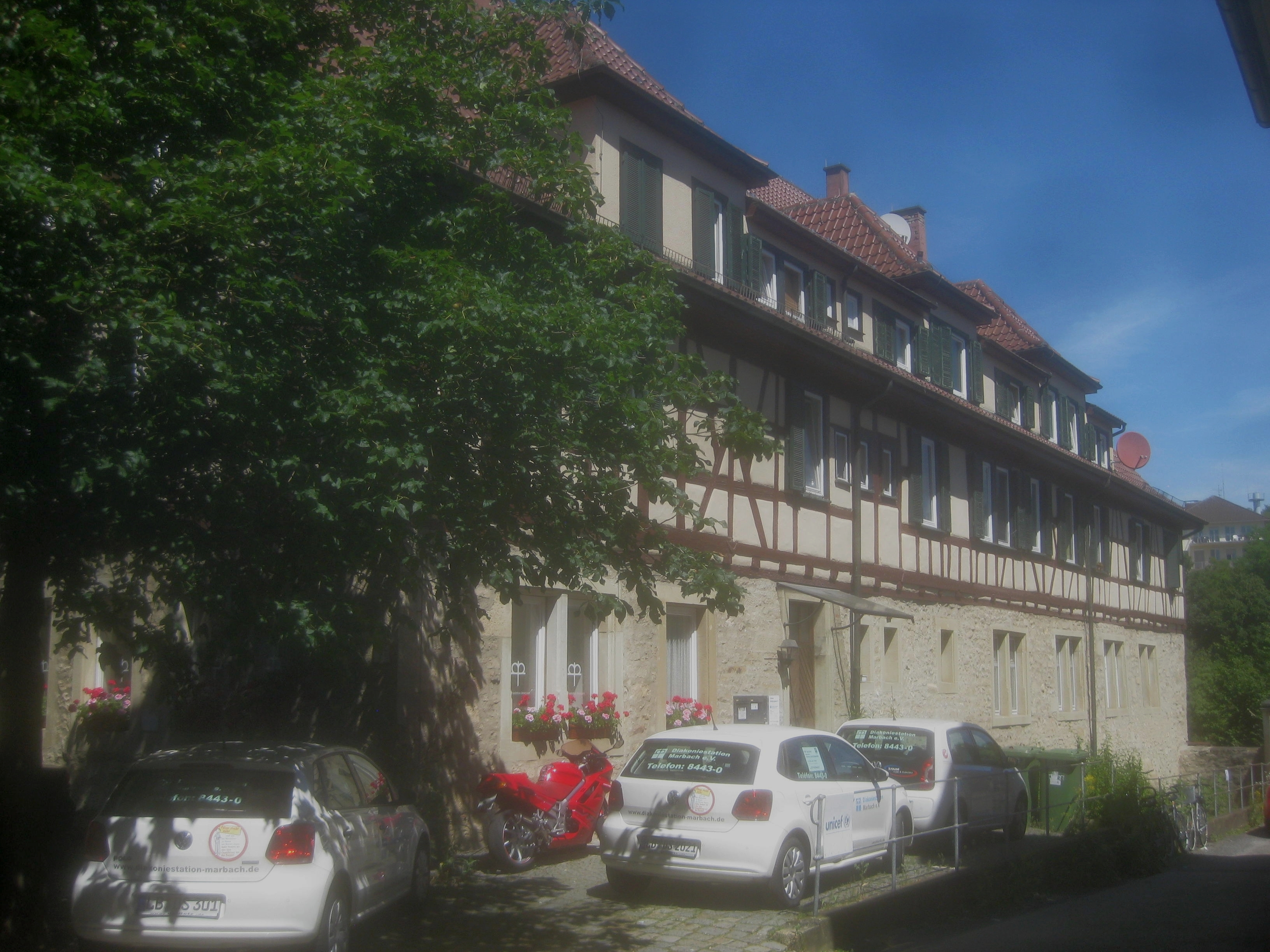
Gebäude der Lateinschule in Marbach, Nachfolgebau von 1702, Westfassade.

1572 wechselte er an die Lateinschule in Marbach am Neckar, wo er bis 1605 die gutbezahlte Stelle eines Präzeptors (Lehrer) ausfüllte. Die Lateinschule war in einem großen, über 30 Meter langen Gebäude an der Stadtmauer in der Unteren Holdergasse Nummer 4 untergebracht, in dem Simon Studion auch mit seiner Familie wohnte und auswärtige Schüler als Pensionsgäste aufnahm.
Das Personal der Lateinschule bestand aus dem Präzeptor Simon Studion und zwei Kollaboratoren, deren Vorgesetzter er war. Ab 1597 war einer der beiden Kollaboratoren Simon Studions Sohn Johann Stephan Studion. Bei den jährlichen Visitationen durch die Kirchenobrigkeit wurden der Präzeptor und seine Kollaboratoren für ihre untadelige Arbeit gelobt. Gegen Mitte der 1580er Jahre mischten sich in die positive Beurteilung von Simon Studions Tätigkeit als Lehrer Klagen über seine „Unbescheidenheit und Trinkfreude“. Auch wurde ihm angelastet, dass er wiederholt Streit anfing mit seinem unmittelbaren Vorgesetzten, dem Stadtpfarrer, und dem Marbacher Vogt.
In den 1590er Jahren vernachlässigte er immer wieder seine Amtspflichten, indem er teilweise nur noch sporadisch zum Unterricht erschien und die Arbeit seinen Kollaboratoren überließ. Hinzu kam, dass das Stuttgarter Konsistorium die Theorien seiner Naometria aus theologischen Gründen nicht billigen konnte. Trotz aller Bedenken und Beschwerden scheint der Herzog über lange Zeit seine schützende Hand über Simon Studion gehalten zu haben. 1605 schließlich wurde Simon Studion entlassen. Der Herzog gewährte ihm eine bescheidene Leibrente und verbannte ihn in das Kloster Maulbronn, wo er im Pfründnerhaus seine letzten Lebensjahre zubrachte.
Neben seinem Beruf betätigte sich Simon Studion als Dichter und Landeshistoriker und forschte nach römischen Altertümern im Land. In den zwölf Jahren von 1592 bis 1604 schuf er sein Haupt- und Lebenswerk, die apokalyptische Naometria.

### Beziehung zum Hof
Simon Studion stand bei Herzog Ludwig von Württemberg in gutem Ansehen. Das verdankte er dem Hochzeitsgedicht, in dem er die Geschichte des württembergischen Herrscherhauses darstellte, und den sieben römischen Steindenkmälern, die er dem Herzog zur Ausstellung in Stuttgart geschenkt hatte.
Nach Ludwigs Tod 1593 trat Herzog Friedrich von Württemberg seine Nachfolge an. Ihn konnte Simon Studion 1597 dazu gewinnen, Ausgrabungen in Benningen am Neckar zu veranlassen. Seine Schrift über die römischen Steindenkmäler in Württemberg und die Geschichte der württembergischen Fürstenhäuser, die er im gleichen Jahr veröffentlichte, fand beim Herzog freundliche Aufnahme. Da dieser eine große Vorliebe für Geheimwissenschaften und Alchemie hatte, erhoffte sich Simon Studion auch die Unterstützung des Herzogs für seine 1596 veröffentlichte Naometria. Ein anfängliches Interesse des Herzogs, vor allem an den Prophezeiungen in der Naometria, verpuffte jedoch bald. Auch die überarbeitete Neufassung des Werks von 1604 fand nicht den erhofften Widerhall, weder beim Herzog noch beim Publikum.

### Lebensabend

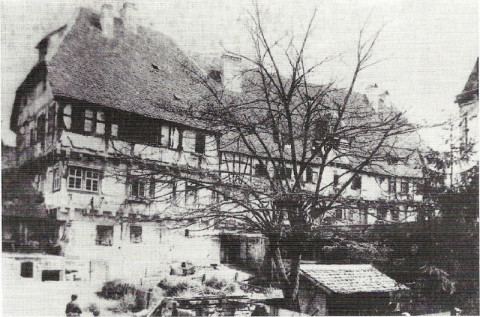
Pfründhaus im Kloster Maulbronn, Simon Studions letzte Wohnstatt (seit 1605).

Simon Studions Unbotmäßigkeit gegenüber seinen evangelischen Kirchenoberen, denen die Naometria weithin untragbar erschien, und der streitbare Umgang, den er an der Lateinschule und gegen seine Mitbürger an den Tag legte, führten 1605 zu seiner Zwangspensionierung durch einen Befehl von Herzog Friedrich von Württemberg vom 19. Februar 1605. Er erhielt zwar eine Pension, wurde aber in das einstige Pfründhaus des Klosters Maulbronn verbannt. Das Todesjahr ist nicht bekannt, wahrscheinlich starb er zwischen 1608 und 1610 in Maulbronn.

### Familie
Simon Studions Vater Jakob Studion (1517–1589) wurde 1517 in Flechtdorf, einem Ortsteil der nordhessischen Gemeinde Diemelsee als Sohn eines Bauern geboren. 1534 wanderte er nach Württemberg aus und ließ sich in Urach nieder, wo er als Koch wohl am Hof angestellt wurde. Aus Jakob Studions erster Ehe mit einer Uracherin gingen drei Söhne hervor:
- Simon Studion, der älteste Sohn.
- Jakob Studion (?–1629), 1594 Magister in Tübingen, 1595 Provisor in Cannstatt, zuletzt von 1604 bis zu seinem Tod Stadtpfarrer in Rosenfeld.
- Bartholomäus Studion, ab 1573 Präzeptor (Lehrer) in Hagenau.

1543, in Simons Geburtsjahr, erhielt sein Vater in Stuttgart eine Anstellung als Koch am herzoglichen Hof. Die Familie zog später ebenfalls nach Stuttgart und wohnte in einem eigenen Haus in der nördlichen Vorstadt. 1571 starb Simons Mutter, 1572 schloss sein Vater eine zweite Ehe mit Katharina, der Witwe eines Ambrosius Burkhard von Lauingen. Aus der Ehe ging ein Sohn hervor, der im Hofdienst angestellt wurde und 1571 nach Ansbach übersiedelte. Nach dem Tod ihres Mannes 1589 heiratete Katharina im gleichen Jahr Gregorius Koch genannt Glaeri in Stuttgart.
Simon Studion heiratete 1566 Anna Dieterich aus Stuttgart. Aus dieser Ehe gingen fünf Kinder hervor, von denen drei in Stuttgart zur Welt kamen. Der Sohn Johann Stephan Studion (1570–1626) war ab 1597 unter seinem Vater als Kollaborator (Hilfslehrer) angestellt, ab 1605 war er nacheinander Präzeptor in Blaubeuren, Waiblingen und Cannstatt. Die beiden jüngsten Kinder wurden in Marbach am Neckar geboren.

## Werk
Simon Studion verfasste über ein Dutzend lateinische Gelegenheitsgedichte von teilweise beachtlichem Umfang. Als Schriftsteller veröffentlichte er ein Werk über römische Altertümer in Württemberg und die württembergische Landesgeschichte sowie sein Haupt- und Lebenswerk, die Naometrie, ein apokalyptisches Werk, das in der allgemeinen Weltuntergangsstimmung um die Jahrhundertwende den Menschen eine Hilfestellung zur Vorbereitung auf die kommende Endzeit geben sollte. Alle Werke (außer der Trauerelegie auf Johannes Brenz) blieben ungedruckt und liegen nur als Handschriften und in Abschriften vor. Keines seiner Werke hat die Zeiten überdauert, sie sind nur noch von kulturhistorischem Interesse, insbesondere die Naometria, die einen gewissen Einfluss auf den Geheimbund der Rosenkreuzer hatte.

### Dichtung

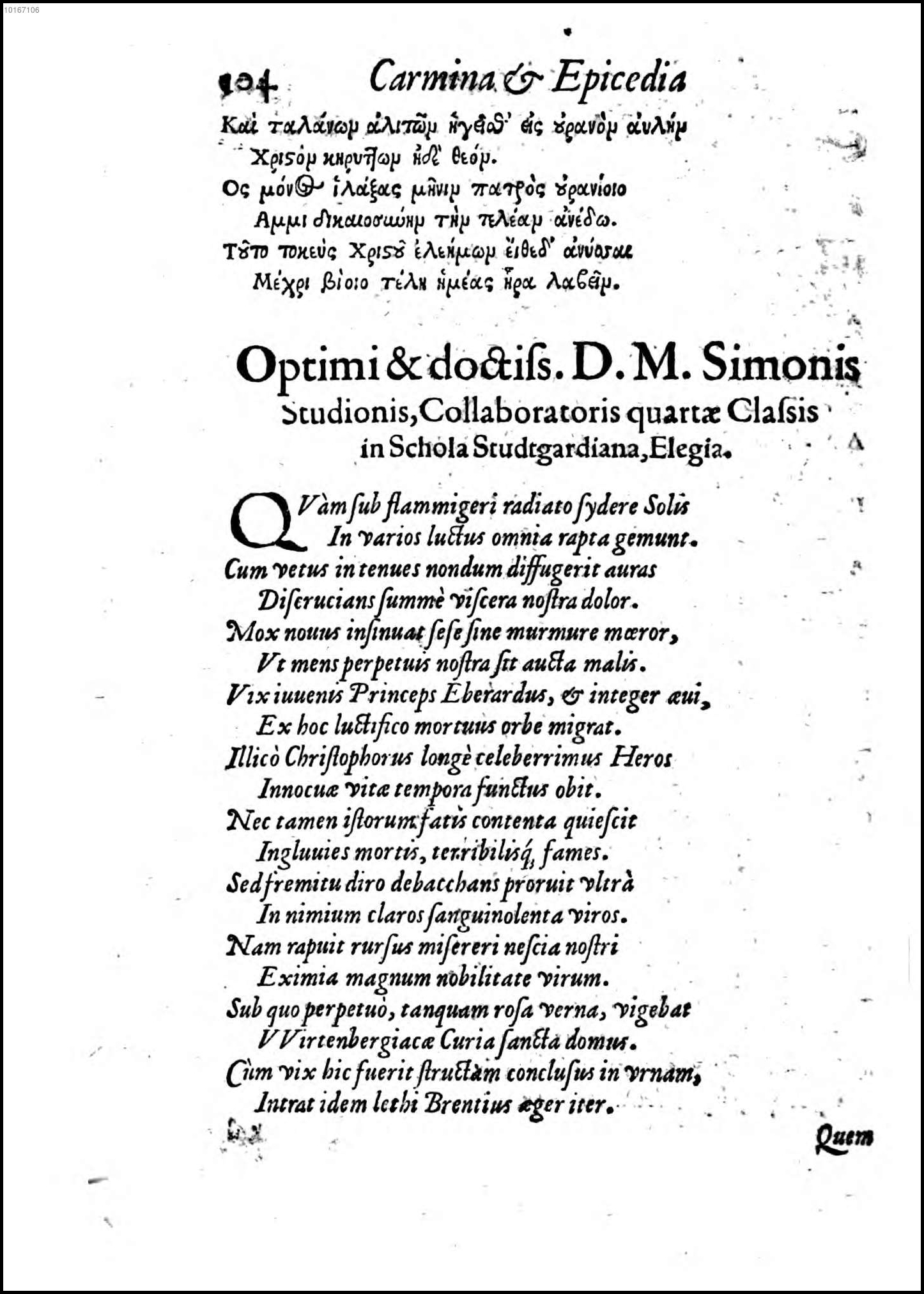
Trauerelegie auf Johannes Brenz, erste Seite (#Studion 1570).

Zwischen 1564 und 1583 schrieb Simon Studion mindestens 15 Fest- und Trauergedichte in lateinischer Sprache, meist in Form von Distichen, darunter einige von imposanter Länge. Nur die Trauerelegie auf Johannes Brenz wurde gedruckt, die übrigen Gedichte liegen nur als Handschriften vor. Sie werden in der Württembergischen Landesbibliothek und im Hauptstaatsarchiv Stuttgart verwahrt. Dort werden drei Gedichte vorgestellt: eine Trauerelegie, ein Hochzeitsgedicht und ein Spottgedicht.

#### Trauerelegie
Die aus 78 elegischen Distichen bestehende Trauerelegie auf den württembergischen Reformator Johannes Brenz erschien 1570 im Anhang von Jakob Heerbrands Leichenrede auf Johannes Brenz. Walter Hagen urteilt über das Gedicht: „Die erste, gewissermaßen offizielle Anerkennung fand sein Dichtertum im Jahre 1570, als seine Trauerelegie auf den Tod von Johannes Brenz in den Anhang der Oratio funebris von Jakob Heerbrand aufgenommen wurde. Dort prangt sie inmitten vieler ähnlicher Ergüsse … Es scheint, daß diese Elegie das einzige Gedicht Studions ist, das jemals gedruckt wurde.“

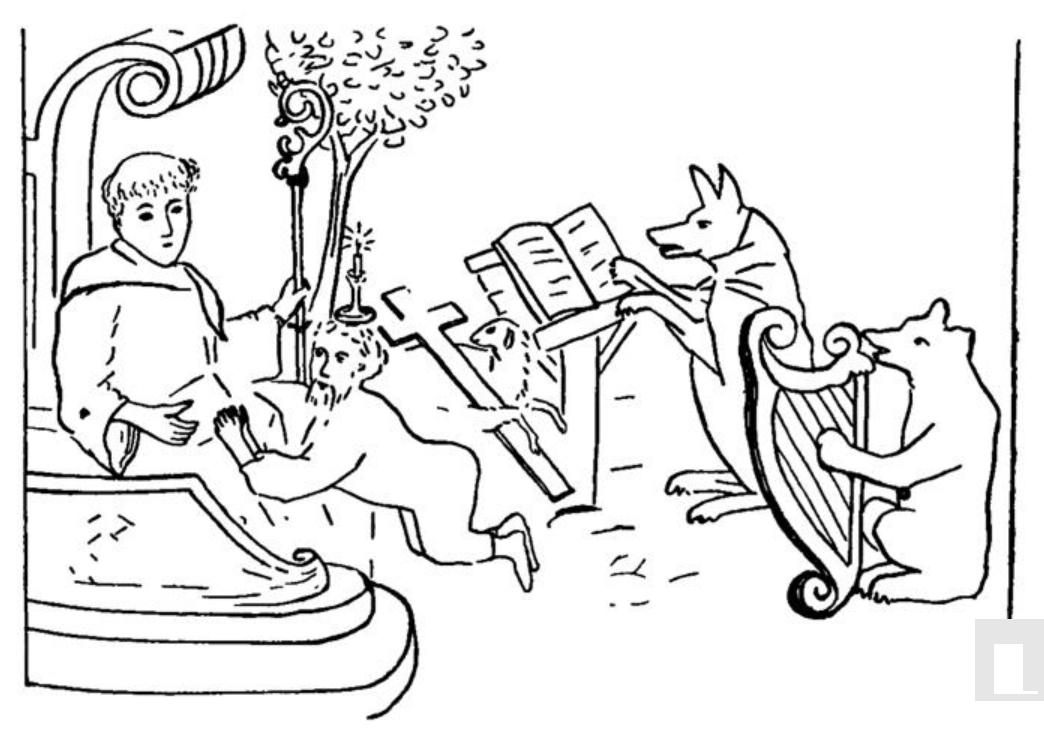
Ehemaliges Steinbild in der Klosterkirche Alpirsbach, Vorlage zu Simon Studions Spottgedicht

#### Hochzeitsgedicht
Zur Vermählung von Herzog Ludwig von Württemberg schuf Simon Studion ein Hochzeitsgedicht. Die Vermählung fand 1575 statt, das Gedicht wurde jedoch erst 1579 vollendet und dem Herzog überreicht, der daraufhin Studions Bezüge erhöhte. Nach Walter Hagen ist es ein „Monstergedicht“, „eine Art Epos von über zehntausend Hexametern, das eine Geschichte der wirtembergischen Regenten mit Stammbaum enthält.“ Das Gedicht lässt „eingehende historische Studien des Verfassers erkennen“, die er für sein 1597 erschienenes historisch-archäologisches Werk über das württembergische Herrscherhaus und württembergische Steindenkmale weiterverwenden konnte.

#### Spottgedicht
Simon Studions Spottgedicht auf ein Alpirsbacher Spottbild ist die Ausdeutung eines Steinbilds, das zur Zeit von Simon Studion in der Klosterkirche in Alpirsbach vorhanden war und eine Karikatur des Papst- und Mönchtums darstellte (nach Simon Studion „ein Bild, das den Gottesdienst des römischen Pontifex zeichnet“).

### Altertumskunde und Landesgeschichte

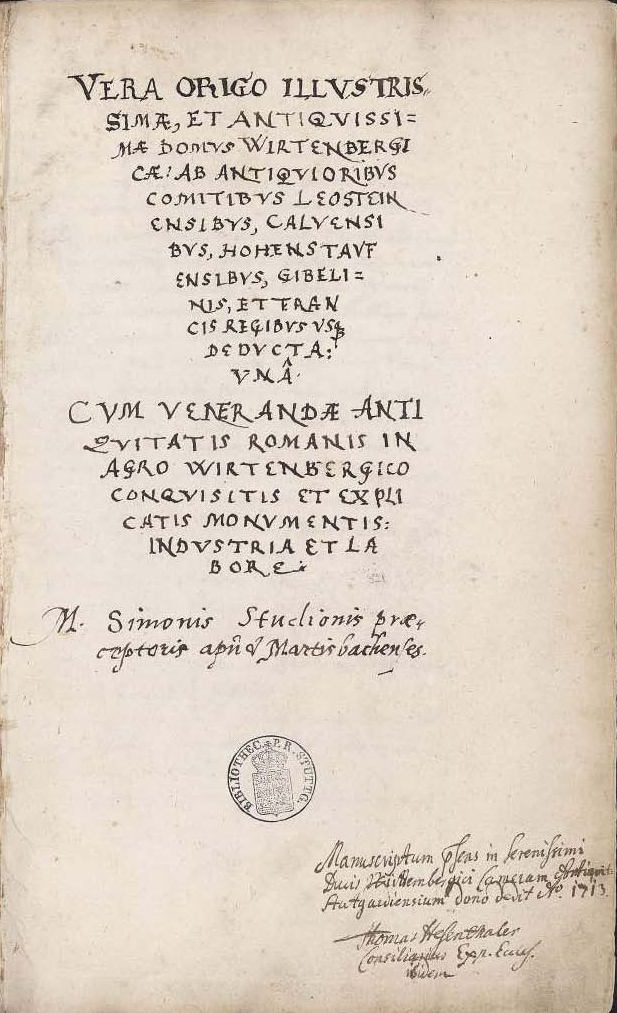
Vera origo, Titelseite (#Studion 1597.1)

Im Zeitalter des Humanismus im 16. Jahrhundert erlebte die Erforschung der Antike eine neue Blüte. Nachdem 1455 eine Abschrift der Germania des Tacitus entdeckt worden war, wurde in der Folgezeit auch die germanische Vergangenheit der Deutschen zum Untersuchungsgegenstand.
In diesem geistigen Klima fand 1579 der historisch interessierte Simon Studion, der seit 1572 an der Lateinschule in Marbach angestellt war, in dem Nachbarort Benningen am Neckar einen römischen Altar. Nach und nach sammelte er weitere Fundstücke aus der Römerzeit in Marbach und Umgebung und sandte 1583 sieben Bildwerke und Inschriftensteine als Schenkung für Herzog Ludwig von Württemberg nach Stuttgart, der sie in seinem Lustgarten und ab 1593 in dem neuerbauten Neuen Lusthaus aufstellen ließ. Diese Steindenkmäler wurden zum Grundstock des Römischen Lapidariums im Württembergischen Landesmuseum.
1597 konnte Simon Studion Herzog Friedrich von Württemberg dazu gewinnen, in Benningen die ersten planmäßigen archäologischen Ausgrabungen in Württemberg durchzuführen zu lassen. Dabei wurden Überreste eines römischen Kastells entdeckt.
Im gleichen Jahr veröffentlichte Simon Studion unter dem Titel Vera origo illustrissimae et antiquissimae domus Wirtenbergicae zwei inhaltlich übereinstimmende Handschriften über römische Altertümer in Württemberg und die württembergische Landesgeschichte. Beide Handschriften enthalten im ersten Teil ausführliche Erklärungen zu den Abbildungen der von Studion und anderen gesammelten römischen Altertümer. Im zweiten Teil folgt eine Geschichte der einst im Land ansässigen Fürstengeschlechter und des Hauses Württemberg. Die zweite Version des Werks unterscheidet sich von der ersten hauptsächlich durch eine umfänglichere Widmung und eine Beschränkung in der Aufzählung der Familienmitglieder des württembergischen Fürstenhauses.
Nach Ansicht des württembergischen Historikers Karl Pfaff fehlt es Simon Studion nicht an historischer Kritik, er habe großes Gewicht auf Urkunden und Inschriften gelegt, sich aber durch seine Vorliebe zu spekulativen Mutmaßungen oft missleiten lassen. Der Bibliothekar und Historiker Wilhelm Heyd urteilt: „Nur von dieser archäologischen Seite betrachtet hat unser Kodex noch einigen Wert“.
| - Illustrationen aus „Vera origo“ - 1. - 2. - 3. |
| 1. Vulkan-Altar aus Benningen am Neckar, Simon Studions erster archäologischer Fund 2. Epona-Weiherelief aus Freiberg am Neckar-Beihingen, wie der Vulkan-Altar eines der sieben Steindenkmäler, die Simon Studion als Schenkung nach Stuttgart schickte. 3. Kastell Benningen, Grabungsplan |

### Naometrie

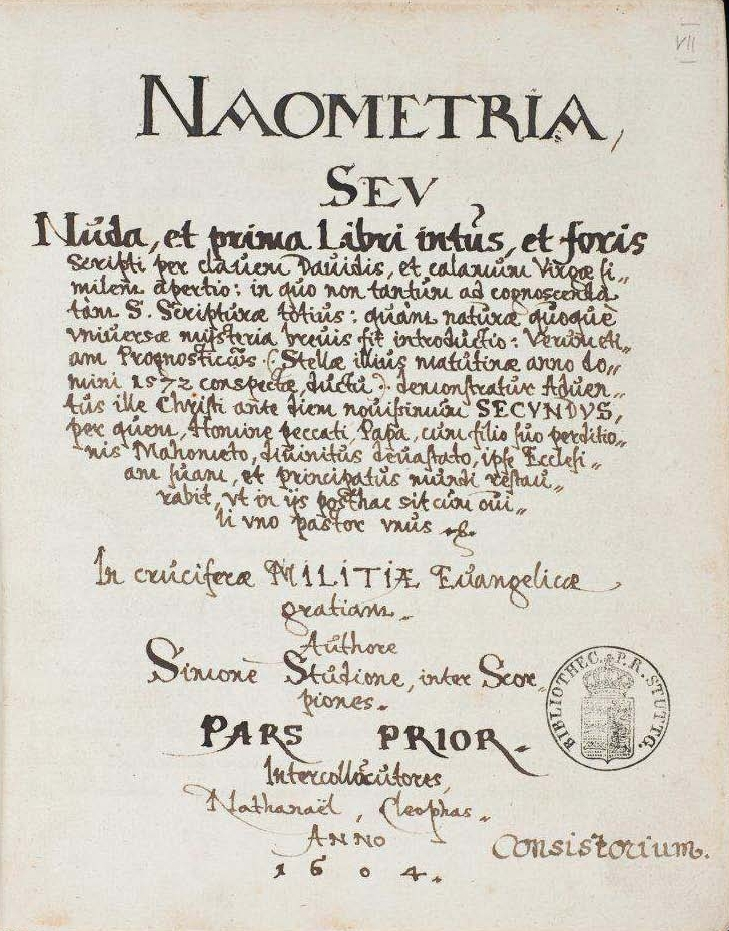
Naometria von 1604, Titelseite (#Studion 1604.1).

Simon Studions Haupt- und Lebenswerk entstand in der allgemeinen Weltuntergangsstimmung
um das Jahr 1600. Das apokalyptische Werk sollte den Menschen eine Hilfestellung zur Vorbereitung auf die kommende Endzeit geben. 1596 vollendete Simon Studion nach vierjähriger Arbeit die „Naometria“, von der er 1604 mit der „Naometria Nova“ (Neue Naometrie) eine vollkommen überarbeitete Fassung vorlegte. Beide Fassungen erschienen als Manuskript und wurden nicht gedruckt, aber in Abschriften verbreitet. Darüber hinaus war Studions okkultes Werk schwer zugänglich, weil massenhafte Berechnungen und ein „Wust abenteuerlichster Prophezeiungen“ das Werk überwucherten. „Man fühlt sich in ein Labyrinth versetzt, aus dem man keinen Ausweg sieht.“
Der Begriff Naometria bedeutet Tempelmesskunst und bezieht sich auf eine Stelle im 11. Kapitel der Offenbarung des Johannes.
Eine andere Stelle im Buch Ezechiel, Kapitel 9, bezog der Autor auf sich selbst und glaubte, (im übertragenen Sinne) jener Mann zu sein, der durch die heilige Stadt gehen und das Kreuzeszeichen auf die Stirne all der Männer machen sollte, die von dem göttlichen Strafgericht verschont werden sollten.
In dem Buch kündigte er dem Leser an, „er werde versuchen, alle Geheimnisse der Heiligen Schrift, zumal bei Ezechiel, Daniel und der Apokalypse, auf wunderbare Weise durch Zahlen zu erklären“. Weiter nahm der Autor für sich in Anspruch, er sei durch die Gnade des Heiligen Geistes imstande, eine Einführung in die Erkenntnis der heiligen Geheimnisse zu geben, verbunden mit einer Erforschung des Ablaufs aller Zeiten in der Kirche Gottes und ihres Zustandes.
Als „Prophet“ fühlte er sich auf Grund seiner zahlenmystischen Spekulationen zu den kühnsten Weissagungen berechtigt. In einer seiner Voraussagen behauptete er, Papst Clemens VIII. habe als letzter den Thron Petri bestiegen und werde 1613 unter Beihilfe von Herzog Friedrich von Württemberg gekreuzigt, Papst Clemens starb jedoch schon 1605 eines natürlichen Todes. Desgleichen verkündete Simon Studion für das Jahr 1621 das Kommen des tausendjährigen Reichs.
Studion berief sich in seinem Magnum opus auf Joachim von Fiore, einen Abt des 12. Jahrhunderts, und dessen apokalyptische Ideen. Er selbst beeinflusste die spätere Rosenkreuzer-Bewegung, so zum Beispiel Johann Valentin Andreä und Tobias Heß. Über die Wirkung von Simon Studions Naometrie urteilt Walter Hagen:
„Bleibende Anerkennung haben ihm seine archäologischen Verdienste eingetragen. Dagegen ist der lateinische Dichter und. der Historiker Studion mit Recht in Vergessenheit geraten. In gewissem Sinn gilt dies auch von dem Apokalyptiker und Chiliasten; nur darf nicht übersehen werden, daß ein gut Teil der Gedanken, die er von Joachim von Fiore und Paracelsus aufgenommen und verarbeitet hat, durch ihn weitergetragen wurden über Johann Valentin Andreä und dessen Freundeskreis … Das Apokalyptische hat bei ihm schließlich alles überwuchert, auch das, was er einst in der allgemeinen Weltuntergangsstimmung als Ausweg und Rettung verkündigen wollte.“
| - Illustrationen aus der „Nova Naometria“ - 1. - 2. - 3. |
| 1. Das Tier mit zehn Hörnern und sieben Köpfen, der Antichrist, und das Tier mit zwei Hörnern, der falsche Prophet, Offenbarung des Johannes 13, 1–8. 2. Das Neue Jerusalem, Offenbarung des Johannes 21,1–22,5. 3. Weissagung 3 und 18 von Joachim von Fiore. |

## Werkliste

### Dichtung
- Simon Studion: [Gedicht auf ein Alpirsbacher Spottbild], ohne Ort und Datum, Handschrift, Folio, 13, 5 S., Gedicht in lateinischen Distichen, Beilage: Bleistiftzeichnung „Anno dom. 1481 renovata est haec structura“ [Im Jahr 1481 wurde dieses Steinbild erneuert]. Original: Württembergische Landesbibliothek, Abschrift: Registratur in Alpirsbach.[40]
- Simon Studion: Elegia. In: Jakob Heerbrand: Oratio funebris De Vita Et Morte … Ioannis Brentii … Accesserunt epicedia quaedam virorum doctissimorum. [Leichenpredigt über Leben und Tod … von Johannes Brenz … Mit einigen Trauergedichten hochgelehrter Männer.] Tübingen 1570, Quarto, S. 104–109, online.[41]
- Simon Studion: Carmen in nuptias … Ludovici ducis Wirtenbergici … et Dorotheae Ursulae filiae Caroli marchionis Badensis … [Gedicht zur Hochzeit … von Herzog Ludwig von Württemberg … und Dorothea Ursula, Tochter des Markgrafen Karl von Baden …]. Marbach am Neckar 1575, Handschrift, Quarto, 175 Blätter, Württembergische Landesbibliothek, Signatur: Cod.poet.fol.45.[42]

### Altertumskunde und Landesgeschichte
- Simon Studion: Vera origo illustrissimae et antiquissimae domus Wirtenbergicae … Cum venerandae antiquitatis Romanis in agro Wirtenbergico conquisitis et explicatis monumentis: industria et labore M. Simonis Studione praeceptoris apud Martisbachenses. [Wahrhafter Ursprung des hocherlauchten und altehrwürdigen Hauses Württemberg … Nebst einer Abhandlung über ehrwürdige römische Denkmale, die auf württembergischem Boden gefunden wurden, getreu und sorgfältig ausgewählt und erklärt durch den Magister Simon Studion, Präzeptor in Marbach.] [Marbach am Neckar] 1597, Handschrift, Folio, 196 Blätter, Württembergische Landesbibliothek, Signatur: Cod.hist.fol.57, online.[43] – Mit dem Widmungsdatum 1. September 1597.
- Simon Studion: Ratio nominis et originis antiquissimae atque illustrissimae domus Wirtenbergicae fideliter inquisita anno nostre salutis 1597, authore Simone Studione Uracaeo apud Marpachenses praeceptore. [Getreue Untersuchung und Begründung von Namen und Herkunft des altehrwürdigen und hocherlauchten Hauses Württemberg, im Jahr des Heils 1597, von Simon Studion aus Urach, Präzeptor in Marbach.] [Marbach am Neckar] 1597, Handschrift, 224 Blätter, Württembergische Landesbibliothek, Signatur: Cod.hist.fol.137.[44] – Mit dem Widmungsdatum 21. Dezember 1597.

### Naometrie
- Simon Studion: Naometria seu Introductio ad Mysteriorum sacrorum cognitionem. [Naometrie oder Einführung in die Erkenntnis der heiligen Geheimnisse.] [Marbach am Neckar, um 1596], Handschrift, Folio, 951 S., Württembergische Landesbibliothek, Signatur: Cod.theol.et.phil.fol.34, online.

### Neue Naometrie
- Simon Studion: Naometria … In cruciferae MILITIAE Evangelicae gratiam. Authore Simone Studione, inter Scorpiones. Pars Prior. Intercollocutores Nathanaël Cleophas. Anno 1604. [Naometrie … Gewidmet der Crucifera Militia Evangelica.[45] Von Simon Studion, unter Skorpionen.[46] Erster Teil. Gesprächspartner: Nathanaël, Cleophas. Im Jahr 1604.] [Marbach am Neckar] 1604, Handschrift, Quarto, 205, 877 S., Württembergische Landesbibliothek, Signatur: Cod.theol.et.phil.qt.23,a, online.
  - Illustrissimi Principi ac Domino, Domnino Friderico Duci Wirtembertgico … [Widmung an Herzog Friedrich I. von Württemberg].
  - Corollarium Naometricum de Friderico secundo, Romanorum imperatore … [Abhandlung über Kaiser Friedrich II.].
  - Naometriae novae et prognostici pars prior. Authore Simone Studione, inter Scorpiones. Anno 1604. Intercollocutores Nathanaël Cleophas. [Neue Naometrie und Prophezeiungen, Teil 1, …].
- Simon Studion: Naometriae novae et prognostici pars posterior. In cruciferae MILITIAE Evangelicae gratiam. Authore Simone Studione, inter Scorpiones. Anno 1604. Authore Simone Studione, inter Scorpiones. Intercollocutores Nathanaël Cleophas. Anno 1604. [Neue Naometrie und Prophezeiungen, Teil 2, …]. [Marbach am Neckar] 1604, Handschrift, Quarto, S. 878–1936, Württembergische Landesbibliothek, Signatur: Cod.theol.et.phil.qt.23,b, online.

## Rezeption
Simon Studions Wirkung auf seine Zeitgenossen war beschränkt, da seine Werke nicht gedruckt wurden und nur als Abschriften kursierten. Die Behauptung einiger Autoren, dass er einen wesentlichen Einfluss auf die Entwicklung des Geheimbundes der Rosenkreuzer hatte, ist nicht durch Zeugnisse belegt. Lediglich zwei monographische Aufsätze befassen sich mit seinem Leben und Werk:
- „Magister Simon Studion. Lateinischer Dichter, Historiker, Archäologe und Apokalyptiker“ des Benninger Pfarrers Walter Hagen von 1957, und
- „Der Marbacher Lateinschullehrer Simon Studion (1543–16?) und die Anfänge der Württembergischen Archäologie“ des Ludwigsburger Gymnasiallehrers Eberhard Kulf von 1988.

Walter Hagen fällte 1957 ein durchaus kritisches, aber auch verständnisvolles Urteil über Simon Studion:

„In seiner Heimat ist Studion nie völlig vergessen worden, ja die württembergischen Archäologen verehren in ihm den ‚eigentlichen Vater der römischen Altertumskunde- und Pflege‘ … Anderen galt er nur als abenteuerlicher Mann, als Schwärmer und Querkopf. Immerhin ist schon früh anerkannt worden, daß er ein Mann von ausgebreiteten Kenntnissen war, der doch einige Verdienste für sich beanspruchen könne.“

„Dennoch muß gesagt werden, daß Studions historische Bemühungen nicht in erster Linie der Erforschung der Geschichte als solcher galten, so ernst es ihm in seiner Art damit war. Vielmehr häufte er das umfangreiche historische Material an, um es für sein Hauptwerk verwerten zu können und darauf entscheidende Thesen und Prophezeiungen aufzubauen.“

„Aber wie schwer machte es nun Studion seinen Zeitgenossen und erst recht uns Heutigen, diese positiv gemeinten Gedanken des Heils und der Rettung in seinem Werk überhaupt zu sehen! Sie sind fast völlig verdeckt durch einen Wust abenteuerlichster Prophezeiungen …“

„Bleibende Anerkennung haben ihm seine archäologischen Verdienste eingetragen. Dagegen ist der lateinische Dichter und. der Historiker Studion mit Recht in Vergessenheit geraten. In gewissem Sinn gilt dies auch von dem Apokalyptiker und Chiliasten; nur darf nicht übersehen werden, daß ein gut Teil der Gedanken, die er von Joachim von Fiore und Paracelsus aufgenommen und verarbeitet hat, durch ihn weitergetragen wurden über Johann Valentin Andreä und dessen Freundeskreis … Das Apokalyptische hat bei ihm schließlich alles überwuchert, auch das, was er einst in der allgemeinen Weltuntergangsstimmung als Ausweg und Rettung verkündigen wollte.“

Eberhard Kulf urteilte 30 Jahre später 1988 ähnlich über Simon Studions Leben und Werk:

„Studion ist das Produkt von Renaissance, Reformation und Humanismus. Er verstand sich selbst als Humanist. … Seine durchaus nicht verächtlichen Kenntnisse geben ihm den Rang eines Gelehrten. Er trägt das wachsende und sich manchmal bereits übersteigernde Nationalgefühl seiner Zeit mit und versucht ihm Rechtfertigung und Bestätigung zu geben. Die Verachtung und der Haß auf das päpstliche Rom verbindet ihn mit vielen Großen seiner Zeit. Selbst in seiner Streitsucht und Rechthaberei könnte man ihn mit manchen Humanistenkollegen und nicht einmal den durchschnittlichen vergleichen. Aber bei allem Vergleichbarem dürfen wir nicht übersehen, daß sein Tätigkeitsbereich enger begrenzt ist. Thematisch dreht sich sein Werk in knappen Kreisen um die Geschichte des Hauses Württemberg; auch das, was weiter hinauszugreifen scheint, erweist sich bei genauerer Betrachtung als inhaltlich eng verknüpft. So steht eben auch die römische Geschichte bei ihm im Dienste der deutschen und württembergischen. Wir stellen eine Spezialisierung und Einengung des Blickfeldes fest und vermissen den großen Atem der Humanisten aus der ersten Jahrhunderthälfte. Ganz ohne Zweifel gehört Studion der Generation der ‚Kärrner’ an, die aber oft das Selbstbewußtsein von Königen haben. Studion war gewiß keine durchschnittliche Begabung. Die Tragik seines Lebens war vermutlich der Abbruch seiner Karriere und damit die Einengung in den schulischen Alltag in der Stadt Marbach, deren Bewohner so wenig Verständnis für ihn hatten. … Der geringe Erfolg seiner Arbeiten, die mit einer Ausnahme nicht einmal gedruckt wurden, hat ihn wohl auf den Weg der Rechthaberei und Streitsucht getrieben. Das Bewußtsein von seiner Sendung, die wohl kaum jemand in seiner Umgebung ernstnahm, machte ihn unzugänglich und auch hochmütig; Nahrung fand dieser Hochmut zweifellos in dem langen Wohlwollen des Herzogs. Als sein Hauptverdienst betrachtete Studion seine Weissagungen – darüber ist die Zeit hinweggegangen; vielleicht wurde er noch Zeuge der Widerlegung. Seine archäologischen Arbeiten scheinen ihm weniger wichtig gewesen zu sein – aber ausgerechnet diese sind der Grund, weshalb er heute überhaupt noch erwähnt wird.“

## Exkurs

### Zahlenmystik
Nach der Weissagung des Propheten Ezechiel wird Gott vor Abhaltung des kommenden göttlichen Strafgerichts einen Mann erwählen, der die sittenstrengen Männer vor dem Untergang bewahren würde. Simon Studion glaubte nach seinen Berechnungen, dass dieser Auserwählte 1543 zur Welt gekommen sein musste, und „in diesem Jahr war doch er in Urach geboren, er, der immer wieder von Visionen heimgesucht wurde und zugleich mit den nüchternsten Berechnungen die Zukunft enthüllen konnte“. Studions Geburtsjahr spielt daher in seinen zahlenmystischen Spekulationen eine wichtige Rolle.
Der Holzschnitt mit Simon Studions Porträt (siehe Titelbild und Ausschnitt rechts), der gewiss unter seiner Anleitung angefertigt wurde, zeigt auf dem Schreibpult gleich zwei Zahlenzergliederungen für sein Geburtsjahr 1543:
- Auf der Schriftrolle (links) werden die Zahlen 15 und 43, die beiden Hälften der Jahreszahl, als Summen dargestellt: die Zahl 15 ergibt sich als Summe von 2 + 4 + 9, und die Zahl 43 als Summe von 6 + 12 + 25.
- In dem aufgeschlagenen Buch (rechts) wird die Zahl 1543 als Summe von 220 + 441 + 882 dargestellt. Die Glieder dieser ausgeklügelten Zahlenreihe sind nach der Formel 2n × 220 + n für n = 0, 1, 2 gebildet.

Diese trickreichen, trivialen Zergliederungen sollen auf Simon Studions Lebenswerk, die Naometria, hinweisen.

### Etymologie
So wie Simon Studion gern mit Zahlen und besonders mit Jahreszahlen jonglierte, liebte er auch die spekulative Herleitung von Namen. Nach seiner Meinung war der Ortsname von Benningen aus dem Namen der Göttin Venus entstanden (wohl wegen der Lautähnlichkeit von Benn- und Ven-). Als Beweis sollte ein Steindenkmal aus der Gegend von Marbach dienen, auf dem der Name Venus vorkam. Heute nimmt man an, dass der Ortsname auf einen alamannischen Sippenführer Bunno aus dem 3. Jahrhundert zurückgehen könnte. In der ersten urkundlichen Erwähnung 779 jedenfalls hieß der Ort Bunninga.
Den Namen von Benningens Nachbarstadt Marbach hielt Studion in Anlehnung an frühere Deutungen für eine Zusammensetzung aus dem Namen des Kriegsgottes Mars (Genitiv: Mart-is) und des Weingottes Bacchus, demnach waren die Bewohner von Marbach (in latinisierter Form) „Mart-bach-enses“. Ein Zwölfgötterrelief, das Studion in Marbach gefunden hatte, sollte seine These unterstützen, denn es war nach seiner Meinung dem Bacchus geweiht. Tatsächlich wird in der Mitte des Reliefs aber nicht Bacchus dargestellt, sondern der Gott Merkur, dessen typische Attribute er trägt, zum Beispiel den Schlangenstab. Studion unterdrückte in seiner Zeichnung des Reliefs diese Attribute. Es ist unklar, was ihn zu dieser Fälschung trieb.
Immerhin hatte er einen weiteren Beweis in petto: Er fand, die Marbacher hätten die Herkunft ihres Stadtnamens im Wilden Mann, dem Schildträger des Marbacher Wappens, „elegant zum Ausdruck gebracht“. Studion erkannte in ihm einen Zwitter aus Mars und Bacchus, ausgestattet mit der Keule des Kriegsgotts und den Reben des Weingotts. Heute nimmt man an, dass der Ortsname Marbach auf den Namen Markbach für Grenzbach zurückgeht.

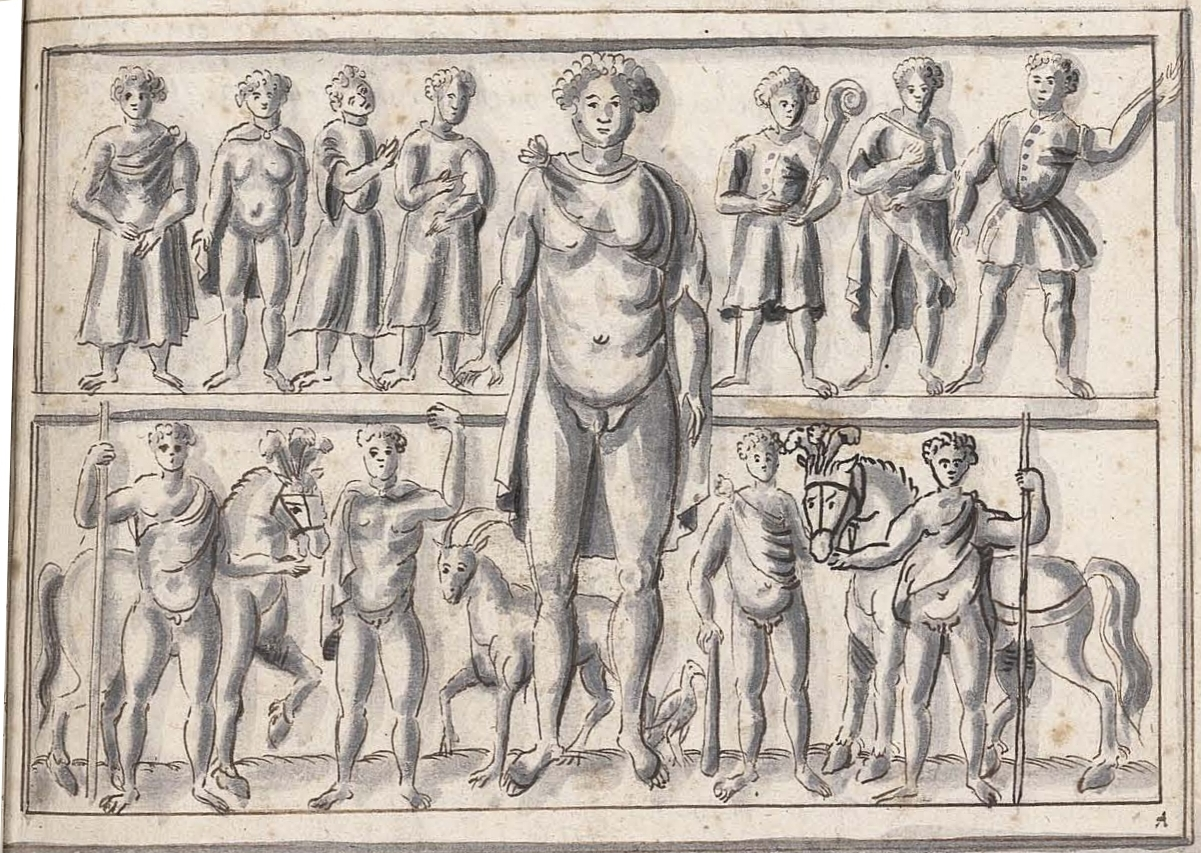
Zwölfgötterrelief, Zeichnung von Simon Studion, 1597
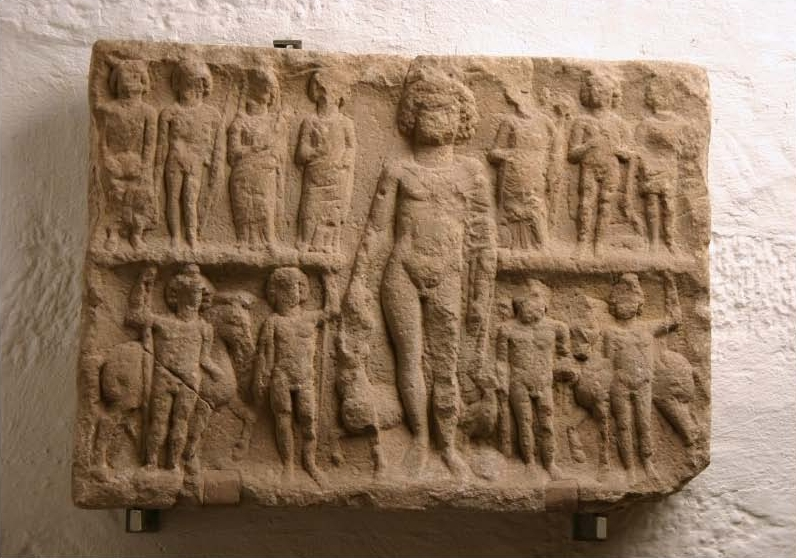
Zwölfgötterrelief, Römisches Lapidarium Stuttgart
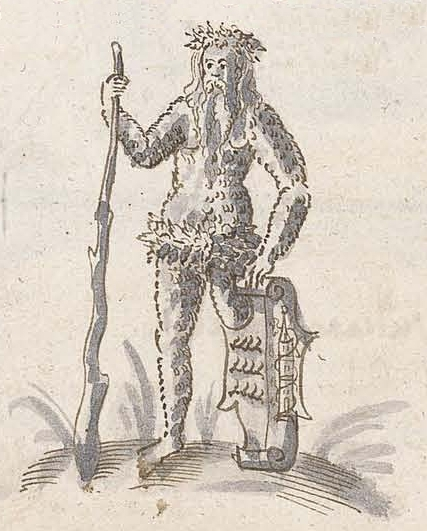
Wilder Mann, Zeichnung von Simon Studion, 1597

Studions etymologische Ableitungen erscheinen uns heute als abenteuerlich und kurios, immerhin versuchte er wenigstens, seine Behauptungen mit Beweisen zu unterlegen. Studions Spekulationen waren keineswegs ungewöhnlich für seine Zeit. Eberhard Kulf zitiert „ein schier unglaubliches Beispiel, das aber nicht untypisch“ sei: Martin Crusius, bei dem Studion in Tübingen studiert hatte, konstruierte „aus drei Abkürzungen einer Inschrift LEG., ANT., STAT., die im Original durch weitere Wörter voneinander getrennt sind, … die antike Herkunft des Namens Cannstatt“.

### Graf Ulrichs Schlafgemach
Simon Studions Werk „Vera origo“ über archäologische Württembergica und die Geschichte des württembergischen Herrscherhauses enthält auch eine kurze Lebensbeschreibung des Grafen Ulrich V., des „Vielgeliebten“. Sie wird eingeleitet durch eine Beschreibung des gräflichen Schlafgemachs im Marbacher Schloss, das beim Stadtbrand im Jahre 1693 zerstört wurde.
Abzeichnungen von vier Wandgemälden charakterisieren Ulrich als gottesfürchtigen Mann und leidenschaftlichen Jäger. In einem zwölfzeiligen Inschriftenblock, dessen Inhalt Simon Studion wiedergibt, beklagt Ulrich den unglücklichen Ausgang des Pfälzer Kriegs und beteuert seine ehrenvollen Absichten, die ihn zu diesem Krieg „zwangen“.
Die Schlafzimmertür trug außen den humorigen Spruch „Dies Gemach heißt das Paradeis. Mein Herr, der schläft, darum gähnt leis’“. Ein anderer Spruch an der Innenseite der Tür zeigt, dass Ulrich ein eigener Kopf war: „Wer dies Leben gibt um das ewig Leben, er hat sich betrogen, und zimmert auf einen Regenbogen“, ein Spruch, der üblicherweise (und religionspolitisch korrekt) genau entgegengesetzt lautete.
Eine ausführliche Beschreibung der Wandgemälde und Inschriften findet sich in dem Inschriftenbuch des Landkreises Ludwigsburg.
| - Graf Ulrichs Schlafgemach - 1. - 2. |
| 1. Graf Ulrich im Harnisch betet kniend vor einer Kreuzigungsgruppe. Graf Ulrich im Wams betet den Rosenkranz vor Maria im Strahlenkranz. 2. Graf Ulrich mit eingelegter Lanze und einer Hundemeute auf der Bärenhatz. Graf Ulrich und ein anderer Jäger jagen einen Hirsch mit der Armbrust („Hirsch lass dich nicht verdriessen, bald will ich unser Jagen beschließen“). |

### Studionstraße

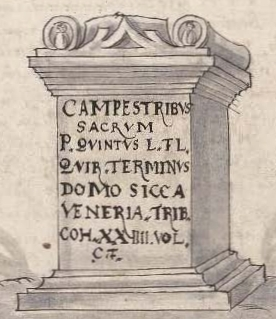
Campestres-Altar, Zeichnung von Simon Studion, 1597.

Nach Simon Studion ist in Benningen die Studionstraße benannt. Die 230 Meter lange Straße beginnt im Nordwesten bei der Bahnunterführung an der Ludwigsburger Straße und endet im Südosten an der Nordwestecke des ehemaligen Kastells. Die Straße führt am Rathaus vorbei, bei dem einige Nachbildungen von Studions Funden aufgestellt sind.
In der Umgebung der Studionstraße gibt es außerdem einige Straßen, die den alten Römern ihren Namen verdanken: Am Römergraben, Römerstraße, Kastellstraße, Kohortenweg, Terminusstraße, Marsstraße und Merkurstraße.
Zur Römerzeit verlief eine Straße von Cannstatt nach Benningen über die schnurgerade Ludwigsburger Straße (mit dem Römerkreisel), weiter über die Römerstraße, vorbei an der Südostfassade des Rathauses und dann entlang der Straße Am Römergraben. Sie mündete in die Straße nach Walheim, die vom Kastell aus quer durch den heutigen Friedhof verlief. Das Straßenteilstück am Rathaus wurde auf einer Länge von sechs Metern rekonstruiert.
Die Terminusstraße erinnert an einen Fund Simon Studions, einen Altar für die Schutzgöttinnen des Exerzierplatzes („Campestres“), den ein Bauer beim Pflügen im Bereich des Kastells („Auf der Bürg“) gefunden hatte. Studion interpretierte das Wort „Terminus“ in der Inschrift des Altars als das lateinische Wort für Grenzstein. Der in Benningen geborene Altertumswissenschaftler August Friedrich Pauly (nach ihm ist die Paulystraße benannt) fand über zwei Jahrhunderte später heraus, dass es sich um den Namen des Stifters Publius Quintius Terminus handelte.

### Leben und Werk

#### Neuere Literatur
- Juliane Fuchs; Veronika Marschall: Tübinger Epicedien zum Tod des Reformators Johannes Brenz (1570) (= Helicon. Band 24). Lang, Frankfurt am Main 1999, ISBN 3-631-33358-7, S. 149–156.
- Albrecht Gühring: Geschichte der Stadt Marbach am Neckar. Band 1: Bis 1871. Verlag regionalkultur, Ubstadt-Weiher 2002, ISBN 3-89735-189-7, bes. S. 52–53, 153–154, 251, 269, 280–282.
- Walter Hagen: Magister Simon Studion. Lateinischer Dichter, Historiker, Archäologe und Apokalyptiker. In: Schwäbische Lebensbilder. Band 6, 1957, S. 86–100. – Mit Literaturliste.
- Eberhard Kulf: Der Marbacher Lateinschullehrer Simon Studion (1543–16?) und die Anfänge der Württembergischen Archäologie. In: Ludwigsburger Geschichtsblätter. Jg. 42, 1988, S. 45–68, doi:10.57962/regionalia-20018 (mit Link zum PDF; 95,4 MB [!]).
- Thomas Schulz: Die ehemaligen Lateinschulen im Kreis Ludwigsburg. Ihre Geschichte bis zum Beginn des 19. Jahrhunderts. Landkreis Ludwigsburg, Ludwigsburg 1995, ISBN 3-925733-03-5, S. 167–170, 244.
- Joachim Telle: Studion, Simon. In: Walther Killy (Begründer), Wilhelm Kühlmann (Hrsg.): Killy Literaturlexikon. Autoren und Werke des deutschsprachigen Kulturraumes, Band 11: Si–Vi. Berlin 2011, S. 370–371 (eingeschränkte Vorschau in der Google-Buchsuche). – Mit Literaturliste.

#### Ältere Literatur
- Ludwig Fischlin: Memoria Theologorum Wirtembergensium, Band 3: Supplementa. Ulm 1710, S. 204–208, online.
- Christian Gottlieb Jöcher: Allgemeines Gelehrten-Lexicon, Band 4. Leipzig 1751, Sp. 904, online.

### Werk
- Johanne Autenrieth: Die Handschriften der Württembergischen Landesbibliothek Stuttgart. Reihe 2, Band 3. Codices iuridici et politici (HB VI 1 – 139). Patres (HB VII 1 – 71). Wiesbaden 1963, S. 39, online.
- Martin Brecht: Chiliasmus in Württemberg im 17. Jahrhundert. In: Pietismus und Neuzeit, Jahrgang 14, 1988, S. 25–49, hier 30-32. – Tobias Heß als Anhänger von Simon Studion und seiner Naometria.
- Reinhard Breymayer: Das „Königliche Instrument“. Eine religiös motivierte meßtechnische Utopie bei Andreas Luppius (1686), ihre Wurzeln beim Frührosenkreuzer Simon Studion (1596) und ihre Nachwirkung beim Theosophen Friedrich Christoph Oetinger (1776). Mit dem unbeachteten Fragment eines Briefes von Johannes Kepler. In: Martin Kintzinger (Herausgeber): Das Andere Wahrnehmen. Beiträge zur europäischen Geschichte. August Nitschke zum 65. Geburtstag gewidmet. Köln 1991, S. 509–532, hier 529–531.
- Wilhelm Heyd: Die historischen Handschriften der Koeniglichen Oeffentlichen Bibliothek zu Stuttgart, 1. Die Handschriften in Folio. Stuttgart 1891, Nummer 57, 137, online.
- Michael Klein: Die Handschriften der Sammlung J 1 im Hauptstaatsarchiv Stuttgart (= Die Handschriften der Staatsarchive in Baden-Württemberg. Band 1). Otto Harrassowitz, Wiesbaden 1980, ISBN 3-447-02026-1, besonders S. 73–74 (eingeschränkte Vorschau in der Google-Buchsuche).
- Karl Pfaff: Die Quellen der ältern wirtembergischen Geschichte und die älteste Periode der wirtembergischen Historiographie. Stuttgart 1831, S. 31–32, online. – Über #Studion 1597.1.
- Theodor Schmid: Ein literarischer Fund vom Kloster Alpirsbach [Spottgedicht auf Papst und Mönchtum von Simon Studion]. In: Blätter für württembergische Kirchengeschichte, Jahrgang 18, 1914, S. 85–94, online. – Mit einer Übersetzung des Gedichts.
- Anneliese Seeliger-Zeiss, Hans Ulrich Schäfer: Die Deutschen Inschriften. 25; Heidelberger Reihe. 9. Die Inschriften des Landkreises Ludwigsburg. Wiesbaden 1986, Nummer 99, Tafel XVII (inschriften.net).

### Altertumskunde
- Rainer Braun: Frühe Forschungen am obergermanischen Limes in Baden-Württemberg. Württembergisches Landesmuseum, Stuttgart 1991, S. 15–16.
- Philipp Filtzinger: Hic saxa loquuntur. Römische Steindenkmäler im Lapidarium Stiftsfruchtkasten und in der Ausstellung „Die Römer in Württemberg“ im Alten Schloß = Hier reden die Steine (= Kleine Schriften zur Kenntnis der römischen Besetzungsgeschichte Südwestdeutschlands. Nr. 25). Gesellschaft für Vor- und Frühgeschichte in Württemberg und Hohenzollern; Württembergisches Landesmuseum, Stuttgart 1980, DNB 810246759.
- Ferdinand Haug; Gustav Sixt: Die römischen Inschriften und Bildwerke Württembergs. Im Auftrag des Württembergs Geschichts- und Altertumsvereins. Stuttgart 1900, S. VIII–IX, XII, Nummer 107, 112, 165, 211, 242, 249, 251, 252, 300, 320, 322–324, 326, 327, 331, 335, 337, 403, 404, 504 (archive.org).
- Michael Nick: „Beweiß, wie weit der Römer Macht …“. 500 Jahre Römerforschung in Baden-Württemberg (= Archäologische Informationen aus Baden-Württemberg. Heft 50). Gesellschaft für Vor- und Frühgeschichte in Württemberg und Hohenzollern, Stuttgart 2004, S. 18–20.
- Simon Studion und die Anfänge des römischen Lapidariums. In: Nina Willburger, Christiane Herb: Das römische Lapidarium als außerschulischer Lernort, Landesmuseum Württemberg. S. 3–4, 40 Nummer 8–9 (landesmuseum-stuttgart.de [Memento vom 21. April 2019 im Internet Archive; PDF; 1,4 MB]).

### Archive
- Hauptstaatsarchiv Stuttgart.
  - J 1 Nr. 1: #Studion 1597.1 #Studion 1579, Gelegenheitsgedichte.
  - J 1 Nr. 1a: #Studion 1597.1.